# Списък на чуждестранните футболисти в Първа английска дивизия
Тази статия представлява списък на чуждестранните футболисти, играли в Първа английска дивизия. Отчитат се сезоните от създаването ѝ през 1892 г. до 1992 г., когато Първа дивизия е заменена от Висшата лига като първо ниво на футбола в Англия.
Още през сезон 1892/93 двама ирландци, Боб Крон и Джак Тагард играят в Уест Бромич Албиън. За първия футболист извънн Великобритания се смята канадецът Уолтър Боуман.
Първият чужденец от Европа в английския футбол е германецът Макс Сийбург, който играе в Тотнъм Хотспър.
Играчите, представени с удебелен шрифт, играят за въпросния клуб в Първа Дивизия и след това във Висшата лига.

## Австралия
- Джон Робертс – Блекбърн Роувърс (1966)[4]
- Ейдриън Алтсън – Лутън Таун (1974 – 1975)
- Франк Пимблет – Астън Вила (1974 – 1976)
- Крейг Джонсън – Мидълзбро (1977 – 1981), Ливърпул (1981 – 1988)
- Дейв Мичъл – Челси (1989 – 1990)
- Франк Фарина – Нотс Каунти (1991 – 1992)

## Алжир
- Рашид Харкук – КПР (1978 – 1979), Нотс Каунти (1981 – 1984)

## Аржентина
- Освалдо Ардилес – Тотнъм Хотспър (1978 – 1988), КПР (1988 – 1989)
- Рикардо Вия – Тотнъм Хотспър (1978 – 1983)
- Алберто Тарантини – Бирмингам Сити (1978 – 1979)
- Алехандро Сабея – Лийдс Юнайтед (1980 – 1982)
- Клаудио Марангони – Съндърланд (1980)

## Белгия
- Рожер ван Гоол – Тотнъм Хотспър (1979 – 1981)
- Франсоа ван дер Елст – Уест Хем Юнайтед (1981 – 1983)
- Нико Клаесен – Тотнъм Хотспър (1986 – 1988)

## Бермуда
- Клайд Бест – Уест Хем Юнайтед (1968 – 1976)

## Бразилия
- Мирандиня – Нюкасъл Юнайтед (1987 – 1989)

## Германия
- Макс Сийбург – Тотнъм Хотспър (1908 – 1909)
- Берт Траутман – Манчестър Сити (1949 – 1964)
- Дитмар Брук – Ковънтри Сити (1967 – 1970)
- Юрген Рьобер – Нотингам Форест (1981 – 1982)
- Томас Хаусер – Съндърланд (1989 – 1991)
- Матиас Брейткройц – Астън Вила (1991 – 1994)
- Щефан Байнлих – Астън Вила (1991 – 1994)

## Гибралтар
- Тони Маседо – Фулъм (1959 – 1968)

## Дания
- Карл Ааге Хансен – Хъдърсфийлд Таун (1948 – 1949)
- Пребен Арентофт – Нюкасъл Юнайтед (1968 – 1971)
- Пер Бартрам – Кристъл Палас (1969 – 1970)
- Бьорге Торуп – Кристъл Палас (1969 – 1970)
- Ян Мьолбьо – Ливърпул (1984 – 1996)
- Йеспер Олсен – Манчестър Юнайтед (1984 – 1988)
- Йон Сивебак – Манчестър Юнайтед (1985 – 1987)
- Франк Пингел – Нюкасъл Юнайтед (1988 – 1989)
- Кент Нилсен – Астън Вила (1989 – 1992)
- Ларс Елструп – Лутън Таун (1989 – 1991)
- Петер Шмайхел – Манчестър Юнайтед (1991 – 1999)

## Зимбабве
- Брус Гробелаар – Ливърпул (1981 – 1994)
- Питър Ндлову – Ковънтри Сити (1991 – 1997)

## Израел
- Ави Коен – Ливърпул (1979 – 1981)
- Якоб Коен – Брайтън (1980 – 1982)
- Давид Пизанти – КПР (1987 – 1989)
- Рони Розентал – Ливърпул (1990 – 1994)

## Ирландия
- Боб Крон – Уест Бромич Албиън (1892 – 1894)[5]
- Джак Тагарт – Уест Бромич Албиън (1892 – 1896)
- Джон Педен – Шефилд Юнайтед (1894 – 1895)[6]
- Бил Лейси – Евертън (1908 – 1912), Ливърпул (1912 – 1924)
- Елиша Скот – Ливърпул (1912 – 1934)
- Мик Мийгън – Евертън (1954 – 1964)
- Шей Бренън – Манчестър Юнайтед (1957 – 1970)
- Джони Джайлс – Манчестър Юнайтед (1957 – 1963), Лийдс Юнайтед (1964 – 1975), Уест Бромич Албиън (1976 – 1977)
- Чарли Хърли – Съндърланд (1957 – 1958, 1964 – 1969)
- Ноел Кантуел – Уест Хем Юнайтед (1958 – 1960), Манчестър Юнайтед (1961 – 1967)
- Мик МакГрат – Блекбърн Роувърс (1958 – 1966)
- Анди МакЕвой – Блекбърн Роувърс (1958 – 1966)
- Тони Дън – Манчестър Юнайтед (1960 – 1972), Болтън Уондърърс (1978)
- Пат Дън – Манчестър Юнайтед (1964 – 1966)
- Джон Демпси – Фулъм (1964 – 1968), Челси (1969 – 1975)
- Рей Трейси – Уест Бромич Албиън (1964 – 1968, 1976 – 1977)
- Тео Фоли – Нортхемптън Таун (1965 – 1966)
- Иймън Роджърс – Блекбърн Роувърс (1965 – 1966)
- Джо Киниър – Тотнъм Хотспър (1965 – 1975)
- Джими Конуей – Фулъм (1966 – 1968), Манчестър Сити (1976 – 1977)
- Тони Бърн – Саутхемптън (1966 – 1974)
- Дон Гивънс – Манчестър Юнайтед (1966 – 1969), КПР (1973 – 1978), Бирмингам Сити (1978 – 1979, 1980 – 1981)
- Пат Мориси – Ковънтри Сити (1967 – 1968)
- Тери Конрой – Стоук Сити (1967 – 1977)
- Томи Керъл – Ипсуич Таун (1968 – 1971), Бирмингам Сити (1972 – 1973)
- Пади Мълиган – Челси (1969 – 1973), Кристъл Палас (1973), Уест Бромич Албиън (1976 – 1979)
- Стив Хайуей – Ливърпул (1970 – 1981)
- Рон Хийли – Манчестър Сити (1970 – 1973), Ковънтри Сити (1972)
- Джими Холмс – Ковънтри Сити (1971 – 1977), Тотнъм Хотспър (1978 – 1980)
- Мик Мартин – Манчестър Юнайтед (1972 – 1974), Уест Бромчи Албиън (1976 – 1978)
- Гери Дали – Манчестър Юнайтед (1973 – 1974, 1975 – 1977), Дарби Каунти (1977 – 1980), Ковънтри Сити (1980 – 1984), Лестър Сити (1982 – 1983), Бирмингам Сити (1984 – 1986)
- Тери Манчини – КПР (1973 – 1974), Арсенал (1975 – 1976)
- Джо Уотърс – Лестър Сити (1973 – 1975)
- Лиъм Брейди – Арсенал (1973 – 1980), Уест Хем Юнайтед (1986 – 1989)
- Франк Стейпълтън – Арсенал (1974 – 1981), Манчестър Юнайтед (1981 – 1987), Дарби Каунти (1987 – 1988)
- Пади Роуч – Манчестър Юнайтед (1974 – 1982)
- Дейвид О'Лиъри – Арсенал (1975 – 1993)
- Донал Мърфи – Ковънтри Сити (1975 – 1978)
- Гери Пейтън – Бърнли (1975 – 1976), Евертън (1991 – 1992)
- Рони Уилън – Ливърпул (1979 – 1994)
- Марк Лоурънсън – Брайтън (1979 – 1981), Ливърпул (1981 – 1988)
- Стив Стаунтън – Ливърпул (1986 – 1991, 1998 – 2000), Астън Вила (1991 – 1998)
- Джон Олдридж – Оксфорд Юнайтед (1985 – 1987), – Ливърпул (1987 – 1989)

## Исландия
- Сигурдур Йонсон – Шефилд Уензди (1984 – 1985, 1987 – 1989), Арсенал (1989 – 1991)
- Гудни Бергсон – Тотнъм Хотспър (1988 – 1994)
- Торвалдур Йорлигсон – Нотингам Форест (1989 – 1993)

## Испания
- Наим – Тотнъм Хотспър (1988 – 1993)

## Италия
- Карло Сартори – Манчестър Юнайтед (1965 – 1973)

## Канада
- Уолтър Боуман – Акрингтън Стенли (1892 – 1893), Манчестър Сити (1893 – 1899)
- Глен Джонсън – Уест Бромич Албиън (1970 – 1971)[7]
- Франк Ялоп – Ипсуич Таун (1983 – 1995)[8]
- Карл Валънтайн – Уест Бромич Албиън (1984 – 1986)

## Нигерия
- Реубен Агбула – Саутхемптън (1980 – 1984), Съндърланд (1985, 1990 – 1991)
- Джон Чиедози – Нотс Каунти (1981 – 1984), Тотнъм Хотспър (1984 – 1988), Дарби Каунти (1988 – 1990)
- Емека Нвайоби – Лутън Таун (1983 – 1988)
- Доминик Йорфа – КПР (1989 – 1992)

## Нидерландия
- Арнолд Мюрен – Ипсуич Таун (1978 – 1982), Манчестър Юнайтед (1982 – 1985)
- Франс Тайсен – Ипсуич Таун (1979 – 1983), Нотингам Форест (1983)
- Герт Мейер – Бристол Сити (1979 – 1980)
- Лоек Урсем – Стоук Сити (1979 – 1988), Съндърланд (1981)
- Хейни Ото – Мидълзбро (1981 – 1985)
- Руд Кайзер – Ковънтри Сити (1981 – 1982)
- Тони ван Миерло – Бирмингам Сити (1981 – 1982)
- Мартин Йол – Уест Бромич Албиън (1982 – 1984), Ковънтри Сити (1984 – 1985)
- Ромео Зондерван – Уест Бромич Албиън (1982 – 1984), Ипсуич Таун (1984 – 1986)
- Ханс ван Брьокелен – Нотингам Форест (1982 – 1984)
- Денис ван Вайк – Норич Сити (1982 – 1986)
- Ян Лохман – Уотфорд (1982 – 1986)
- Джон Метгот – Нотингам Форест (1984 – 1987), Тотнъм Хотспър (1987 – 1988)
- Ханс Сегерс – Нотингам Форест (1984 – 1987), Уимбълдън (1988 – 1996)
- Кен Монкоу – Челси (1989 – 1992)
- Раймонд Атевелд – Евертън (1989 – 1992), Уест Хем Юнайтед (1992)
- Дани Хукман – Манчестър Сити (1991), Саутхемптън (1992)
- Михел Вонк – Манчестър Сити (1992 – 1995)

## Норвегия
- Ейнар Аас – Нотингам Форест (1980 – 1982)
- Оге Харейде – Манчестър Сити (1981 – 1982), Норич Сити (1982 – 1984)
- Ерик Торсведт – Тотнъм Хотспър (1988 – 1996)
- Ерланд Йонсен – Манчестър Сити (1989 – 1997)
- Гунар Хале – Олдъм Атлетик (1991 – 1994)
- Пал Лидерсен – Арсенал (1991 – 1994)

## Полша
- Кажимеж Дейна – Манчестър Сити (1978 – 1980)
- Збигнев Крузински – Уимбълдън (1989 – 1992)
- Роберт Важиша – Евертън (1991 – 1994)
- Дариуш Кубички – Астън Вила (1991 – 1994)

## Монсерат
- Руел Фокс – Норич Сити (1986 – 1994)

## САЩ
- Гери Бейкър – Манчестър Сити (1960 – 1962), Ипсуич Таун (1963 – 1964), Ковънтри Сити (1968 – 1970)[9]
- Алан Мерик – Уест Бромич Албиън (1968 – 1973)
- Алан Грийн – Ковънтри Сити (1971 – 1979)
- Рой Уегерле – Челси (1986 – 1988), Лутън Таун (1989 – 1990), КПР (1990 – 1992)
- Джон Кър – Портсмут (1987 – 1988)
- Джон Харкс – Шефилд Уензди (1991 – 1993)

## Северна Ирландия
- Джими Макелрой – Бърнли (1950 – 1962), Стоук Сити (1963 – 1966)
- Дани Бленчфлауър – Астън Вила (1950 – 1954), Тотнъм Хотспър (1955 – 1964)
- Алекс Елдър – Бърнли (1955 – 1967), Стоук Сити (1967 – 1973)
- Хари Грег – Манчестър Юнайтед (1957 – 1966), Стоук Сити (1966 – 1967)
- Джими Хил – Нюкасъл Юнайтед (1957 – 1958), – Евертън (1963 – 1965)
- Дерек Доуган – Портсмут (1957 – 1958), Блекбърн Роувърс (1959 – 1961), Астън Вила (1961 – 1963), Лестър Сити (1965 – 1967), Улвърхемптън (1970 – 1975)
- Били МакКълъх – Арсенал (1958 – 1966), Милуол (1966 – 1967)
- Еди Магил – Арсенал (1959 – 1965)
- Тери Нийл – Арсенал (1959 – 1970)
- Джак МакКлеланд – Арсенал (1960 – 1964), Фулъм (1964 – 1968)
- Джими Никълсън – Манчестър Юнайтед (1960 – 1964), Хъдърсфийлд Таун (1970 – 1972)
- Ерол МакНейли – Челси (1961 – 1964)[10]
- Фред Кларк – Арсенал (1961 – 1965)
- Сами Тод – Бърнли (1962 – 1970)
- Уили Ървин – Бърнли (1963 – 1967)
- Дейв Клемънс – Улвърхемптън (1963 – 1964), Ковънтри Сити (1967 – 1971), Евертън (1973 – 1976)
- Джордж Бест – Манчестър Юнайтед (1963 – 1974)
- Боби Ървин – Стоук Сити (1963 – 1966)
- Дани Хийгън – Ипсуич Таун (1963 – 1969), Уест Бромич Албиън (1969 – 1970), Улвърхемптън (1970 – 1974)
- Пат Дженингс – Тотнъм Хотспър (1964 – 1977, 1985 – 1986), Арсенал (1977 – 1985)
- Мартин Харви – Съндърланд (1964 – 1970)
- Джони Кросан – Съндърланд (1964 – 1965), Манчестър Сити (1966 – 1967)
- Джон Парк – Съндърланд (1964 – 1968)
- Били Кембъл – Съндърланд (1964 – 1966)
- Дейв Крейг – Нюкасъл Юнайтед (1965 – 1978)
- Уили МакФол – Нюкасъл Юнайтед (1966 – 1975)
- Томи Джаксън – Евертън (1967 – 1970), Нотингам Форест (1970 – 1972), Манчестър Юнайтед (1975 – 1977)
- Пат Райс – Арсенал (1967 – 1980), Уотфорд (1982 – 1984)
- Бърти Лутон – Улвърхемптън (1967 – 1971), Уест Хем Юнайтед (1972 – 1974)
- Джон Коуан – Нюкасъл Юнайтед (1967 – 1973)
- Лиъм О'Кейн – Нотингам Форест (1968 – 1972)
- Сами Нелсън – Арсенал (1969 – 1981), Брайтън (1981 – 1983)
- Ерик МакМанус – Ковънтри Сити (1969 – 1972), Стоук Сити (1979 – 1982)
- Джони Джонстън – Блекпул (1971 – 1972)
- Питър Скот – Евертън (1971 – 1975)
- Браян Хамилтън – Ипсуич Таун (1971 – 1975), Евертън (1976 – 1977)
- Сами Макелрой – Манчестър Юнайтед (1971 – 1981), Стоук Сити (1982 – 1985), Манчестър Сити (1985 – 1987)
- Мартин О'Нийл – Нотингам Форест (1971 – 1972, 1977 – 1980), Норич Сити (1981, 1982 – 1983), Манчестър Сити (1981 – 1982), Нотс Каунти (1983 – 1984)
- Алан Хънтър – Ипсуич Таун (1971 – 1981)
- Томи Касиди – Нюкасъл Юнайтед (1971 – 1978)
- Джими Кели – Улвърхемптън (1971 – 1978)
- Тревор Андерсон – Манчестър Юнайтед (1972 – 1974)
- Крис МакГрат – Тотнъм Хотспър (1974 – 1976), Манчестър Юнайтед (1976 – 1981)
- Джим Плат – Милълзбро (1974 – 1978, 1979 – 1982)
- Джими Никол – Манчестър Юнайтед (1975 – 1981), Съндърланд (1982 – 1983), Уест Бромич Албиън (1984 – 1986)
- Дейвид МакКриъли – Манчестър Юнайтед (1975 – 1979), Нюкасъл Юнайтед (1984 – 1989)
- Крис Никол – Астън Вила (1975 – 1977), Саутхемптън (1978 – 1983)
- Сами Морган – Астън Вила (1975 – 1976)
- Гери Армстронг – Тотнъм Хотспър (1975 – 1980), Уотфорд (1982 – 1983), Уест Бромич Албиън (1985 – 1986)
- Джим Хейгън – Ковънтри Сити (1977 – 1982), Бирмингам Сити (1982 – 1987)
- Били Каски – Дарби Каунти (1978 – 1979)
- Вик Морленд – Дарби Каунти (1978 – 1980)
- Том Слоун – Манчестър Юнайтед (1978 – 1981)
- Том Конъл – Манчестър Юнайтед (1978 – 1982)
- Тери Кочрейн – Милълзбро (1978 – 1981)
- Били Хамилтън – КПР (1978 – 1979), Оксфорд Юнайтед (1985 – 1987)
- Кевин Уилсън – Дарби Каунти (1979 – 1980), Ипсуич Таун (1984 – 1986), Челси (1987 – 1988, 1989 – 1991), Нотс Каунти (1992)
- Джон О'Нийл – Лестър Сити (1980 – 1981, 1983 – 1987), КПР (1987), Норич Сити (1988)
- Пол Рамзи – Лестър Сити (1980 – 1981, 1983 – 1987)
- Найджъл Уъртингтън – Нотс Каунти (1981 – 1983), Шефилд Уензди (1984 – 1993)
- Норман Уайтсайд – Манчестър Юнайтед (1981 – 1989), Евертън (1989 – 1991)
- Пол Ферис – Нюкасъл Юнайтед (1981 – 1985)
- Мал Донагхи – Лутън Таун (1982 – 1989, 1990), Манчестър Юнайтед (1989 – 1992)
- Колин Хил – Арсенал (1982 – 1986), Шефилд Юнайтед (1990 – 1992)
- Дани Уилсън – Нотингам Форест (1983), Лутън Таун (1987 – 1990), Шефилд Уензди (1991 – 1993)
- Иън Стюърт – КПР (1983 – 1985), Нюкасъл Юнайтед (1985 – 1987), Портсмут (1987 – 1988)
- Алан Макдоналд – КПР (1983 – 1996)
- Сами Троутън Улвърхемптън (1983 – 1984)
- Джон МакКлеланд – Уотфорд (1984 – 1988), Лийдс Юнайтед (1990 – 1991), Нотс Каунти (1992)
- Гари Флеминг – Нотингам Форест (1984 – 1989), Манчестър Сити (1989 – 1990)
- Дейвид Кембъл – Нотингам Форест (1984 – 1987), Чарлтън Атлетик (1988 – 1989)
- Роби Денинсън – Уест Бромич Албиън (1985 – 1986)
- Колин Кларк – Саутхемптън (1986 – 1988), КПР (1989 – 1990)
- Лаури Санчес – Уимбълдън (1986 – 1993), Суиндън Таун (1994)
- Кингсли Блек – Лутън Таун (1986 – 1991), Нотингам Форест (1992 – 1995)
- Фил Грей – Тотнъм Хотспър (1986 – 1991), Лутън Таун (1991 – 1992)
- Майкъл О'Нийл – Нюкасъл Юнайтед (1987 – 1989)
- Алан МакНайт – Уест Хем Юнайтед (1988 – 1989)
- Томи Райт – Нюкасъл Юнайтед (1987 – 1989)
- Иан Дауи – Лутън Таун (1988 – 1989), Саутхемптън (1991 – 1994)
- Стив Мороу – Арсенал (1988 – 1997)
- Гери Тагарт – Манчестър Сити (1989 – 1990)
- Майкъл Хюз – Манчестър Сити (1989 – 1992)
- Иан Дженкинс – Евертън (1990 – 1993)

## Сейнт Китс и Невис
- Кевин Франсис – Дарби Каунти (1989 – 1991)

## СССР
- Олексей Чередник – Саутхемптън (1990 – 1993)
- Сергей Гоцманов – Саутхемптън (1990 – 1991)
- Андрей Канчелскис – Манчестър Юнайтед (1991 – 1995)

## Тринидад и Тобаго
- Дуайт Йорк – Астън Вила (1989 – 1998)

## Турция
- Йълмъз Орхан – Уест Хем Юнайтед (1976 – 1977)[11]

## Уелс
- Морис Пери – Ливърпул (1900 – 1909)
- Рей Ламбърт – Ливърпул (1939 – 1956)
- Сирил Сидлоу – Улвърхемптън (1939 – 1940), Ливърпул (1946 – 1952)
- Джон Тошак – Ливърпул (1970 – 1978)
- Джоуи Джоунс – Ливърпул (1975 – 1978), Челси (1984 – 1985)
- Иън Ръш – Ливърпул (1980 – 1987, 1988 – 1996)

## Унгария
- Ищван Козма – Ливърпул (1991 – 1993)

## Уругвай
- Рафаел Вилазан – Улвърхемптън (1980 – 1982)

## Финландия
- Перти Янтунен – Бристол Сити (1979 – 1980)
- Аки Лахтинен – Нотс Каунти (1981 – 1984)

## Франция
- Дидие Сикс – Астън Вила (1984 – 1985)
- Ерик Кантона – Лийдс Юнайтед (1991 – 1992)

## Чехословакия
- Ян Щейскал – КПР (1990 – 1994)
- Лудек Миклошко – Уест Хем Юнайтед (1990 – 1998)

## Швейцария
- Раймондо Понте – Нотингам Форест (1980 – 1981)

## Швеция
- Глен Хисен – Ливърпул (1989 – 1992)
- Роланд Нилсон – Шефилд Уензди (1989 – 1994)
- Стефан Рен – Евертън (1989 – 1990)
- Андерс Лимпар – Арсенал (1990 – 1994)

## Шотландия
- Джо МакКуи – Ливърпул (1892 – 1898)
- Джон МакКартни – Ливърпул (1892 – 1898)
- Мат МакКуийн – Ливърпул (1892 – 1897)
- Малкълм МакВийн – Ливърпул (1892 – 1897), Бърнли (1897)
- Били Дънлоп – Ливърпул (1895 – 1905)
- Арчи Голди – Ливърпул (1895 – 1900), Смол Хийт (1901 – 1904)
- Уилям Голди – Ливърпул (1897 – 1904)
- Алекс Расйбек – Стоук Сити (1898), Ливърпул (1898 – 1909)
- Томи Робъртсън – Ливърпул (1897 – 1902)
- Джон Уолкър – Ливърпул (1898 – 1902)
- Роналд Орр – Нюкасъл Юнайтед (1901 – 1908), Ливърпул (1908 – 1912)
- Роберт Кралфорд – Ливърпул (1909 – 1915)
- Доналд Маккинли – Ливърпул (1910 – 1929)
- Боб Пърсел – Ливърпул (1911 – 1920)
- Том Милър – Ливърпул (1912 – 1920), Манчестър Юнайтед (1920 – 1921)[12]
- Кен Кембъл – Ливърпул (1912 – 1920), Стоук Сити (1922 – 1923), Лестър Сити (1925 – 1929)
- Роберт Фъргюсън – Ливърпул (1912 – 1915)
- Джок МакНаб – Ливърпул (1920 – 1928)
- Джеймс Джексън – Ливърпул (1925 – 1933)
- Том Морисън – Ливърпул (1927 – 1935)
- Джими МакГудъл – Ливърпул (1928 – 1938)
- Арчи МакФърсън – Ливърпул (1929 – 1934), Шефилд Юнайтед (1934 – 1937)
- Том Брадшоу – Ливърпул (1930 – 1938)
- Дейв Райт – Съндърланд (1927 – 1930), Ливърпул (1930 – 1934)
- Мат Бъзби – Манчестър Сити (1928 – 1936), Ливърпул (1936 – 1945)
- Джим Харли – Ливърпул (1934 – 1939)
- Уили Стийл – Ливърпул (1931 – 1934), Бирмингам Сити (1935 – 1939), Дарби Каунти (1939)
- Бил Шенкли – Престън Норт Енд (1933 – 1949)
- Уилям Фейгън – Престън Норт Енд (1936 – 1937), Ливърпул (1937 – 1952)
- Франк О'Донъл – Престън Норт Енд (1935 – 1937, 1940), Блекпул (1937 – 1940), Астън Вила (1939, 1946)[13]
- Хю О'Донъл – Престън Норт Енд (1935 – 1939), Блекпул (1939 – 1940)
- Били Лидел – Ливърпул (1939 – 1961)
- Денис Лоу – Манчестър Сити (1959 – 1961, 1973 – 1974), Манчестър Юнайтед (1962 – 1973)
- Томи Лоурънс – Ливърпул (1962 – 1971)
- Томи Лейшман – Ливърпул (1962 – 1963)
- Рон Йейтс – Ливърпул (1962 – 1971)
- Иън Сейнт Джон – Ливърпул (1962 – 1971), Ковънтри Сити (1971 – 1972)
- Уили Стивънсън – Ливърпул (1962 – 1967), Стоук Сити (1968 – 1973)
- Боби Греъм – Ливърпул (1964 – 1972), Ковънтри Сити (1972 – 1973)
- Браян Хол – Ливърпул (1968 – 1976), Бърнли (1977 – 1980)
- Питър Кормак – Нотингам Форест (1969 – 1972), Ливърпул (1972 – 1976), Бристол Сити (1976 – 1980)
- Джон Робъртсън – Нотингам Форест (1970 – 1983, 1985 – 1986), Дарби Каунти (1983 – 1985)
- Греъм Сунес – Мидълзбро (1974 – 1978), Ливърпул (1978 – 1984)
- Джон Уорк – Ипсуич Таун (1974 – 1983, 1992 – 1995), Ливърпул (1984 – 1988)
- Алан Хансън – Ливърпул (1977 – 1991)
- Кени Далглиш – Ливърпул (1977 – 1990)
- Гари Гилспи – Ковънтри Сити (1978 – 1983, 1994 – 1995), Ливърпул (1983 – 1991)
- Стив Никол – Ливърпул (1981 – 1994)

## ЮАР
- Артър Райли – Ливърпул (1925 – 1940)
- Бери Нивенхоус – Ливърпул (1933 – 1947)
- Еди Стюърт – Улвърхемптън (1951 – 1962), Стоук Сити (1963 – 1964)
- Дес Хорн – Улвърхемптън (1958 – 1961), Ливърпул (1961 – 1966)
- Алберт Йоханесон – Лийдс Юнайтед (1961 – 1970)
- Дерек Сметхърст – Челси (1968 – 1971), Милуол (1971 – 1975)
- Жан-Мишел д'Аврай – Ипсуич Таун (1979 – 1990), Лестър Сити (1987)

## Югославия
- Петър Борота – Челси (1978 – 1979)[14]
- Божидар Янкович – Мидълзбро (1978 – 1981)[15]
- Иван Голач – Саутхемптън (1978 – 1982, 1983 – 1985, 1986), Манчестър Сити (1982 – 1983)[16]
- Драгослав Степанович – Манчестър Сити (1979 – 1981)[17]
- Никола Йованович – Манчестър Юнайтед (1980 – 1981)[18]
- Иван Каталинич – Саутхемптън (1980 – 1983)
- Анте Райкович – Суонзи Сити (1981 – 1983)
- Джемал Хаджиабдич – Суонзи Сити (1981 – 1983)[19]
- Радойко Аврамович – Нотс Каунти (1981 – 1983), Ковънтри Сити (1983 – 1984)
- Радомир Антич – Лутън Таун (1982 – 1984)
- Владимир Петрович – Арсенал (1982 – 1983)

## Ямайка
- Дани Мадикс – КПР (1987 – 2001)
- Франк Синклеър – Челси (1990 – 1998)
- Роби Ърл – Уимбълдън (1991 – 2000)
- Тони Кънингам – Нюкасъл Юнайтед (1985 – 1987)
- Майкъл Джонсън – Нотс Каунти (1991 – 1992)